# República Popular Soviètica de Coràsmia
La República Popular Soviètica de Coràsmia (rus: Хорезмская Народная Советская Республика) fou creada com a successora del Kanat de Khivà sent declarada oficialment el 27 d'abril de 1920. El 20 d'octubre de 1923, fou transformada en República Socialista Soviètica de Coràsmia (Rus: Хорезмская Социалистическая Советская Республика).

## Història
Ocupada Khivà l'1 de febrer de 1920 per forces bolxevics russes, el kan Sayyid Abdullah Khan II va haver d'abdicar (2 de febrer) i va agafar el poder un Comité Revolucionari Provisional dirigit per Hajji Pahlavan Yusupov. Com que pocs khivans eren comunistes, es va demanar a Taixkent l'establiment d'una república soviètica a Coràsmia. Una delegació fou enviada per celebrar eleccions a un congrés de Soviets. El 27 d'abril de 1920 el Primer Congrés de Soviets de Tota Coràsmia (Khorezm) va aprovar l'abolició del kanat i l'establiment d'una República Popular Soviètica de Coràsmia sota control dels Joves Khivans (10 dels 15 departaments i el president del Comitè central Hajji Pahlavan Niyaz Yusupov).
Uns mesos després la república va signar un tractat amb la república Socialista Federativa Soviètica de Rússia que va substituir als acords existents prèviament i va retirar tots els drets russos sobre el territori, reconeixent la completa independència, oferint una ajuda econòmica i militar; tots els drets russos foren transferits al govern nacional i es van enviar bon nombre d'assessors en tots els camps. La flotilla fou posada sota autoritat de l'Autoritat Conjunta del Riu de Coràsmia i Bukharà. Van arribar metges, mestres, consellers militars i es van construir escoles, col·legis i una universitat; els canals es van reparar, es van construir ponts i es va ampliar el telègraf 
El setembre de 1919 s'havia establert a Taixkent una nova Comissió del Turquestan que volia atreure als musulmans a la causa bolxevic. La dirigia el georgià Shalva Eliava, que va topar amb problemes dins el Partit Comunista del Turquestan, ara de majoria musulmana. Els musulmans comunistes havien de dirigir una República Popular Soviètica del Turquestan àmpliament autònoma amb el seu propi Exèrcit Roig Turc. El febrer de 1920, després de derrotar el blanc Dutov als Urals, va arribar a Taixkent el general Mikhail Frunze, i va agafar el control de la Comissió del Turquestan i del govern del Turquestan, així com el comandament del IV Exèrcit Roig i de l'Exèrcit Roig Turc. Frunze va apartar del govern al caps antimusulmans i va incrementar la seva popularitat distribuint menjar al poble; no volia una república turca i rebutjava la idea dels líders musulmans com poc representativa de la majoria musulmana. Fruze volia dividir l'Àsia central per línies ètniques entre turcmans, uzbeks i quirguisos i considerava que hi havia pocs natius preparats per aquesta tasca. Durant la seva estada l'Exèrcit Roig va recuperar el control de Transcàspia i va enderrocar el kanat de Bukharà establint una República Popular Soviètica de Bukharà sota Faizullah Khodjaev. El setembre de 1920 Frunze fou cridat al front rus del sud i va abandonar Taixkent. Al cap de poc Frunze havia derrotat el general Wrangel a Crimea obligant-lo a fugir cap a Istanbul.

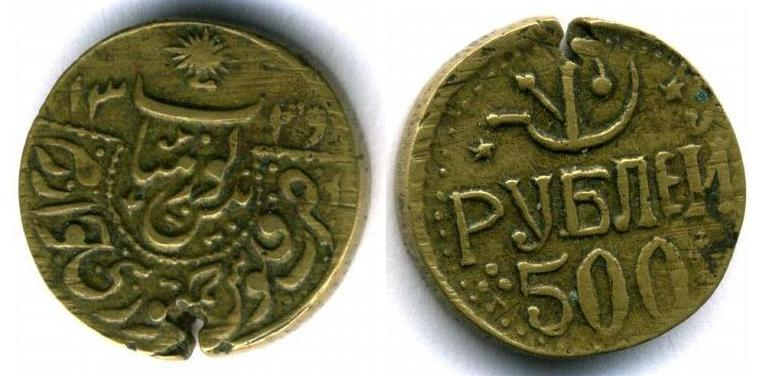
Moneda de 500 rubles

La guerra civil s'estava acabant i a Khivà revifaven les disputes entre els sedentaris uzbeks i els nòmades turcmans; els Jovens Khivans eren tots uzbeks i enemics de Junayd Khan. El govern va combatre moderadament als turcmans. Aquest problema fou objecte d'estudi per la Comissió del Turquestan que va enviar un equip d'investigació manat per Valentin Safonov, un ex comandant bolxevic, que es va alarmar de veure que el govern de Khivà no era socialista marxista i fins i tot procurava evitar la seva introducció. Els Jovens Khivans a més tenien el control de l'embrionari Partit Comunista de Coràsmia. Safonov va convocar un congrés nacional turcman (turkmen) a la petita població coràmsia de Porsa, donant suport als turcmans per enderrocar al govern dels Jovens Khivans. Una manifestació fou organitzada a Khivà el març de 1921 donant excusa a l'Exèrcit Roig per detenir als oficials del govern i enderrocar a aquest (6 de març). Es va establir un Comitè Provisional Revolucionari de Govern format per dos uzbeks, un turcman, un kazakh i un comunista rus del Komsomol; es van fer eleccions per al segon Congrés de Soviets de Tota Coràsmia, que el maig va formar un nou govern sense els Joves Khivans. Molts d'aquestos van fugir al Kara Kum i es van unir a Junayd Khan, els seguidors del qual van augmentar de manera espectacular.

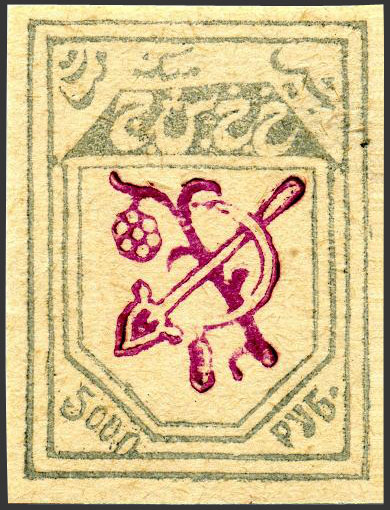
Segell de la República de Coràsmia

Els russos van observar de prop els esdeveniments que van seguir, purgant al govern, suposadament independent, i al Partit Comunista de Coràsmia, tant com van voler. A l'octubre de 1921 alguns membres de l'antic govern foren executats o empresonats per activitats contrarevolucionàries i altres foren arrestats durant l'any següent en successives purgues. El 1922 es va establir una nova constitució.

Bandera de 1922 a 1923

El 30 de desembre de 1922 la República Federativa Socialista Soviètica Russa, la República Socialista Soviètica d'Ucraïna, la República Socialista Soviètica de Belarus i la República Federativa Socialista Soviètica de Transcaucàsia van signar un conveni d'Unió, del que va sorgir la Unió de Repúbliques Socialistes Soviètiques (URSS). Durant el 1922 ja es va decidir que la República Socialista Soviètica del Turquestan (que era part de la RSFS Russa, com a república autònoma fins a l'abril del 1921) i els estats independents de Khivà i Bukharà operarien com una única unitat econòmica i es va formar el Consell Econòmic Centreasiàtic, un sistema d'integració econòmica en agricultura, correus, telègrafs, comerç i sistema monetari. La flotilla de l'Aral va retornar al control de Moscou.
El 1923 el Partit Comunista de Coràsmia i el Partit Comunista de Bukharà es van fusionar al de Rússia; un membre del comitè central rus del partit, de la línia dura, fou enviat a Khivà per purgar el partit i el govern; els afiliats al partit van passar d'uns pocs milers a uns pocs centenars sent expulsats tots els mercaders, comerciants i propietaris agrícoles. Després de la purga, l'octubre de 1923, es va modificar la constitució per eliminar tots els elements no treballadors. La república fou rebatejada (17 d'octubre) com a República Socialista Soviètica de Coràsmia (Khorezm) i va formular la petició d'ingressar a la Unió Soviètica que es va fer efectiva el 23 d'octubre de 1923.
L'hivern de 1923 Junayd Khan va passar a l'ofensiva; el desembre el govern local va fer front a l'oposició de la població per l'increment de les taxes i la introducció d'escoles secularitzades al lloc de les religioses. Junayd Khan, amb milers de seguidors va assetjar Khivà durant un mes i la va ocupar el gener de 1924 amb ajut dels mercaders i el clergat local. Taixkent va enviar un destacament de 3.000 camells amb 9 avions, i la revolta fou desfeta. Seguint instruccions de Moscou les taxes foren reduïdes i les madrasses i mektabs foren autoritzades. Junayd Khan va acceptar un tractat que va respectar fins que alguns dels seus partidaris foren executats; llavors va reprendre la lluita i es va declarar la mobilització en contra d'ell i en una campanya de sis setmanes al Kara Kum la seva resistència fou esclafada; va resistir mig amagat fins que va haver de fugir a Pèrsia el 1928.
Lenin va morir el gener de 1924 deu dies abans de la nova constitució de la Unió Soviètica. Els partits comunistes locals van aprovar al proposat de delimitació nacional, acord que fou confirmat pels govern de les repúbliques. Cada nació ètnica seria una república socialista soviètica dins la Unió Soviètica. El 10 d'octubre de 1924 la República Socialista Soviètica de Coràsmia fou repartida entre l'RSS d'Uzbekistan, l'RSS de Turkmenistan, i l'Oblast Autònom Karakalpak com a part de la reorganització de l'Àsia central segons la política de nacionalitats. Karakalpakistan fou part de la República Socialista Soviètica Autònoma Quirguís al seu torn part de la República Federativa Socialista Soviètica Russa; l'RSSA Quirguis (després Kazakhstan) incloïa també l'oblast autònom Qara Quirguís (Després Kirguizstan). La part essencial de Khivà, amb la ciutat d'aquest nom, Hazarasp i Urgendj (formant el oblast de Khorezm) va quedar dins l'RSS d'Uzbekistan que incloïa també l'RSSA Tadjik.

## Governants

### Comitè Revolucionari Provisional
- Hajji Pahlavan Niyaz Yusupov 2 de febrer de 1920 a març de 1920
- Jumaniyoz Sulton Muradoghli març de 1920 a 30 d'abril de 1920

### Presidents del Presidum
- Hajji Pahlavan Niyaz Yusupov 30 d'abril de 1920 a 6 de març de 1921(president del Presidium de l'Assemblea Popular)
- Qoch Qoroghli 6 de març de 1921 - 15 de maig de 1921 (president del Comitè Revolucionari Provisional)
- Khudoybergan Divanoghli 15 de maig de 1921 - 23 de maig de 1921 (president del Presidium del Comitè Executiu Central)
- Mulla Nozir 23 de maig de 1921 a juny de 1921
- Allabergan juny de 1921 a setembre de 1921
- Ata Maqsum Madrahimoghli setembre de 1921 - 27 de novembre de 1921
- Jangibay Murodoghli 27 de novembre de 1921 - 23 de juny de 1922
- Abdulla Abdurahmon Khojaoghli 23 de juny de 1922 - 20 d'octubre de 1923

### Presidents del Consell de Comissaris del Poble
- Muhammed Salimoglu 2 de febrer a 6 de març de 1920
- Koch Karaglu (Kochakar) Març de 1921 a setembre de 1921
- Temurkhoja Yaminoghli setembre de 1921 a novembre de 1921
- Sultanmurad Kany novembre de 1921 a desembre de 1924

## Presidents del Presidium de l'RSS de Coràsmia
- K. Safaroghli 20 d'octubre de 1923 - 1924
- Sultonkari Jumaniyoz 1924
- Temurkhoja Yaminoghli 1924 (en funcions fins a 17 de febrer de 1925)